# Траба (парафія)
Тра́ба (гал. і ісп. Traba) — парафія в Іспанії, в автономній області Галісія. Складова муніципалітету Лаше, комарки Бергантіньос. Розташована на північному заході країни і комарки, на березі Атлантичного океану. Згідно з даними Галісійського інституту статистики в 2009 році в парафії мешкало 573 осіб (293 чоловіків і 280 жінок). Поселення Траба виникло у середньовіччі при Трабському замку. Воно було володінням галісійських вельмож дому Траба. Патрон — святий Яків-Мавробійця. Головний храм — церква святого Якова (ХІІ ст., капітально перебудована у XVI—XVII ст.). Поштовий індекс — 15119.

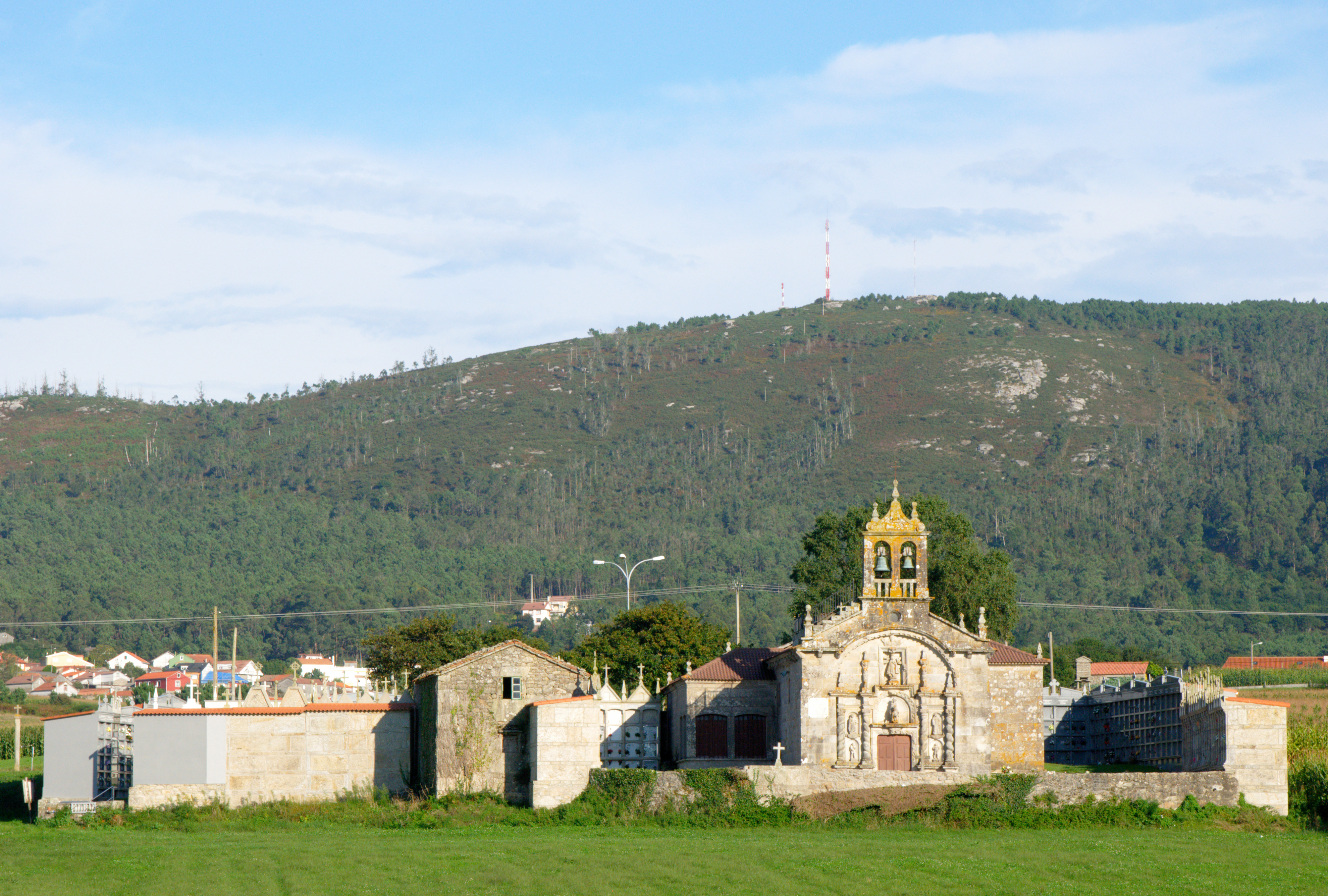
Поселення
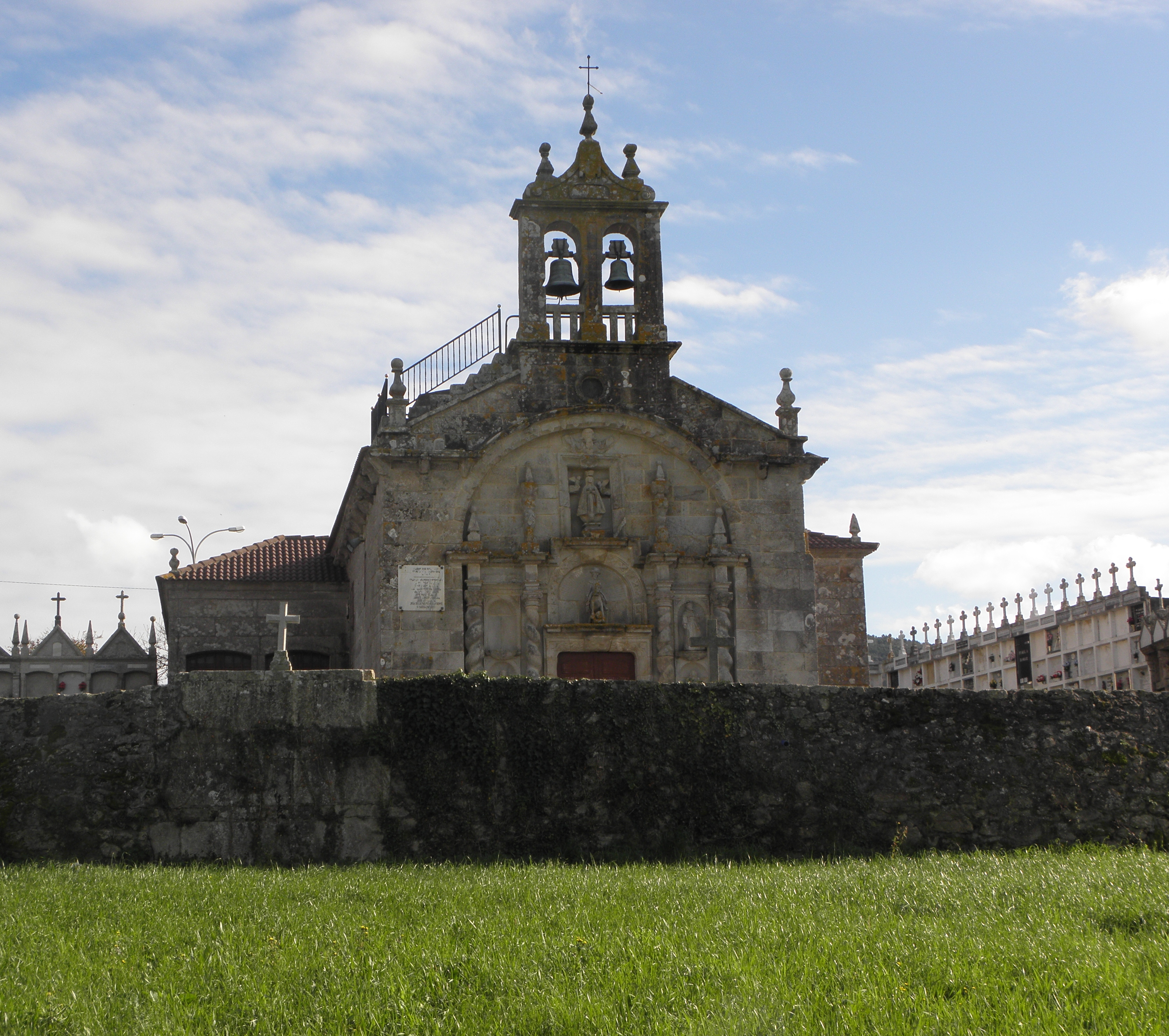
Церква св. Якова
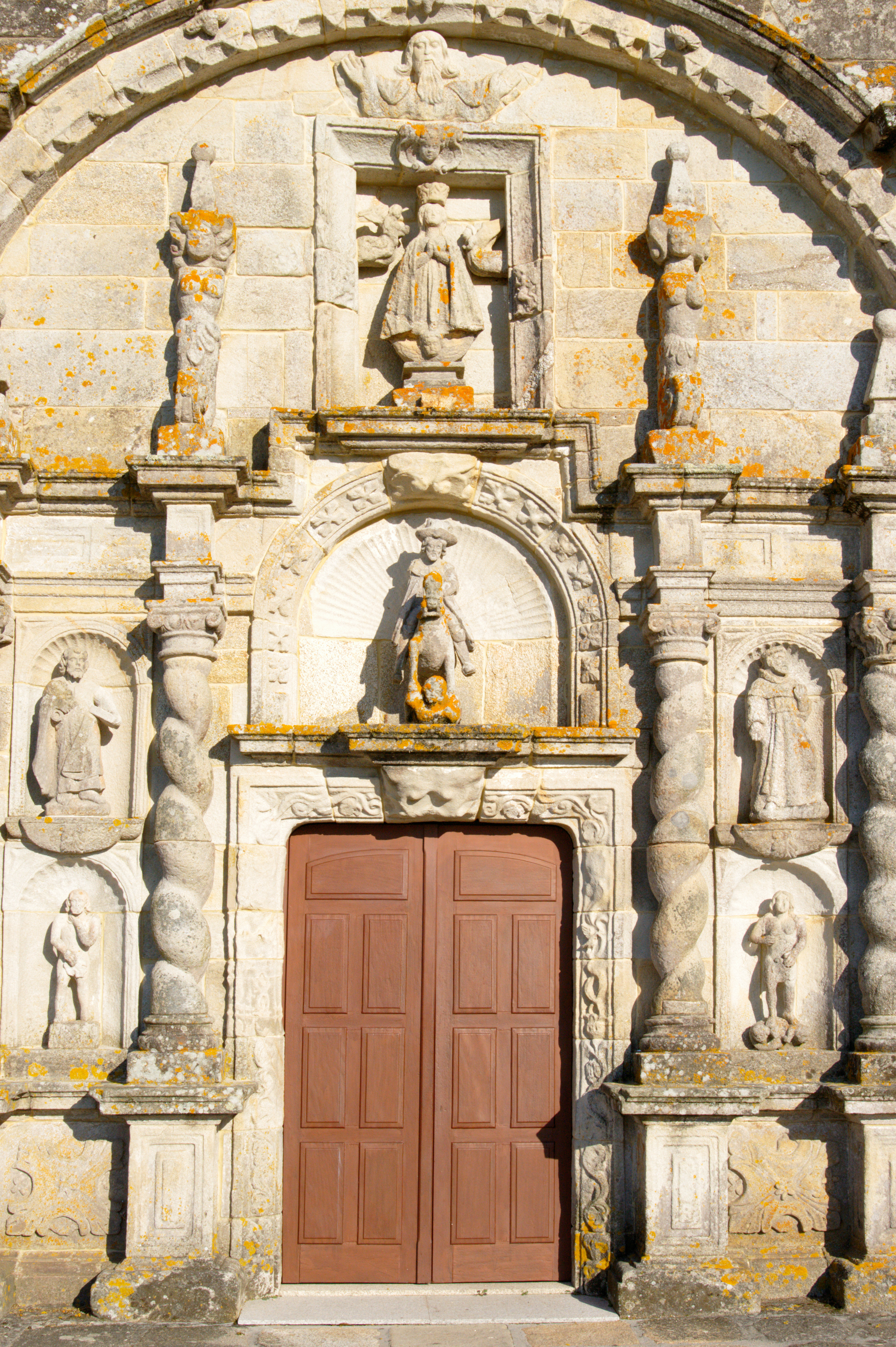
Центральний вхід церкви
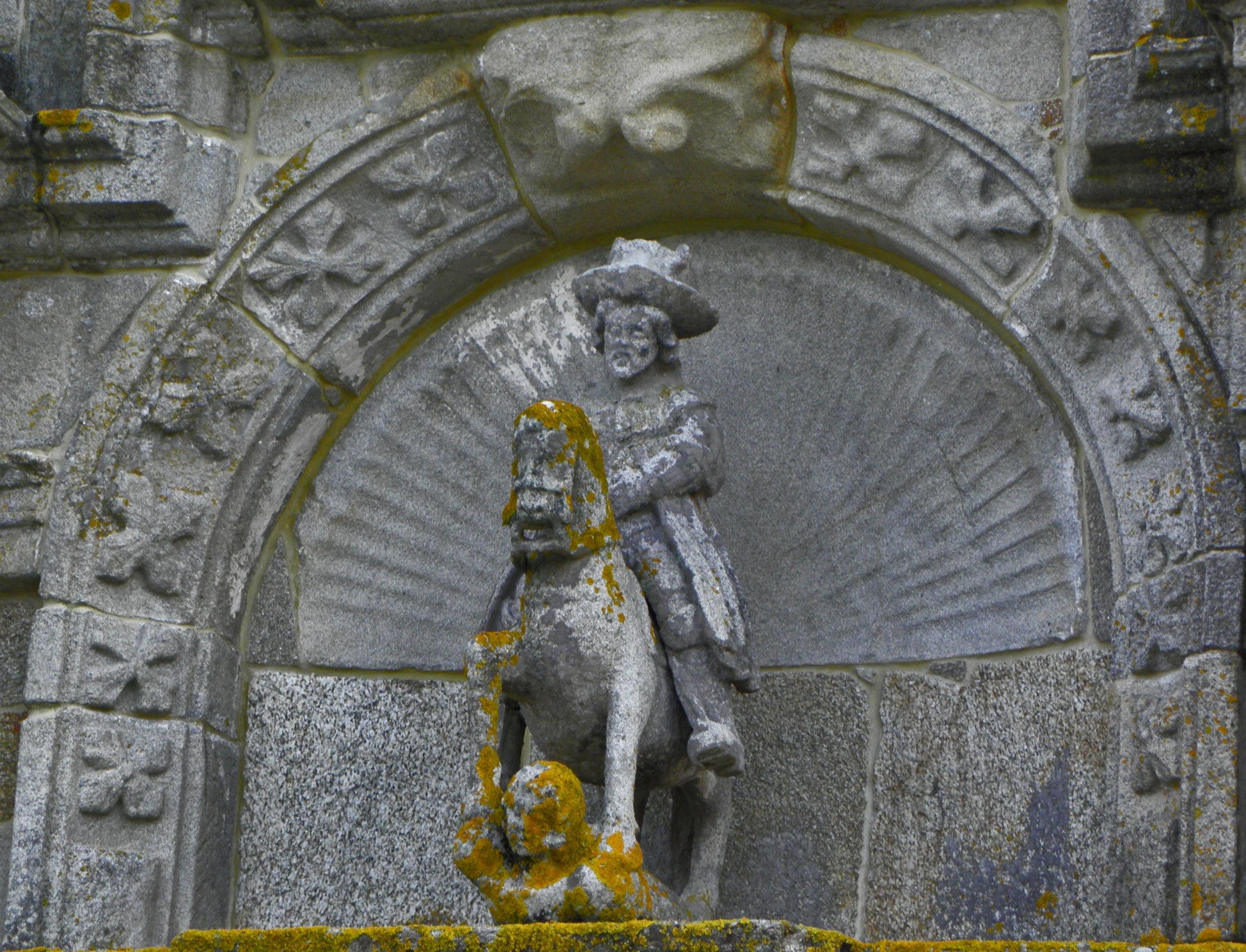
Св. Яків-Мавробійця
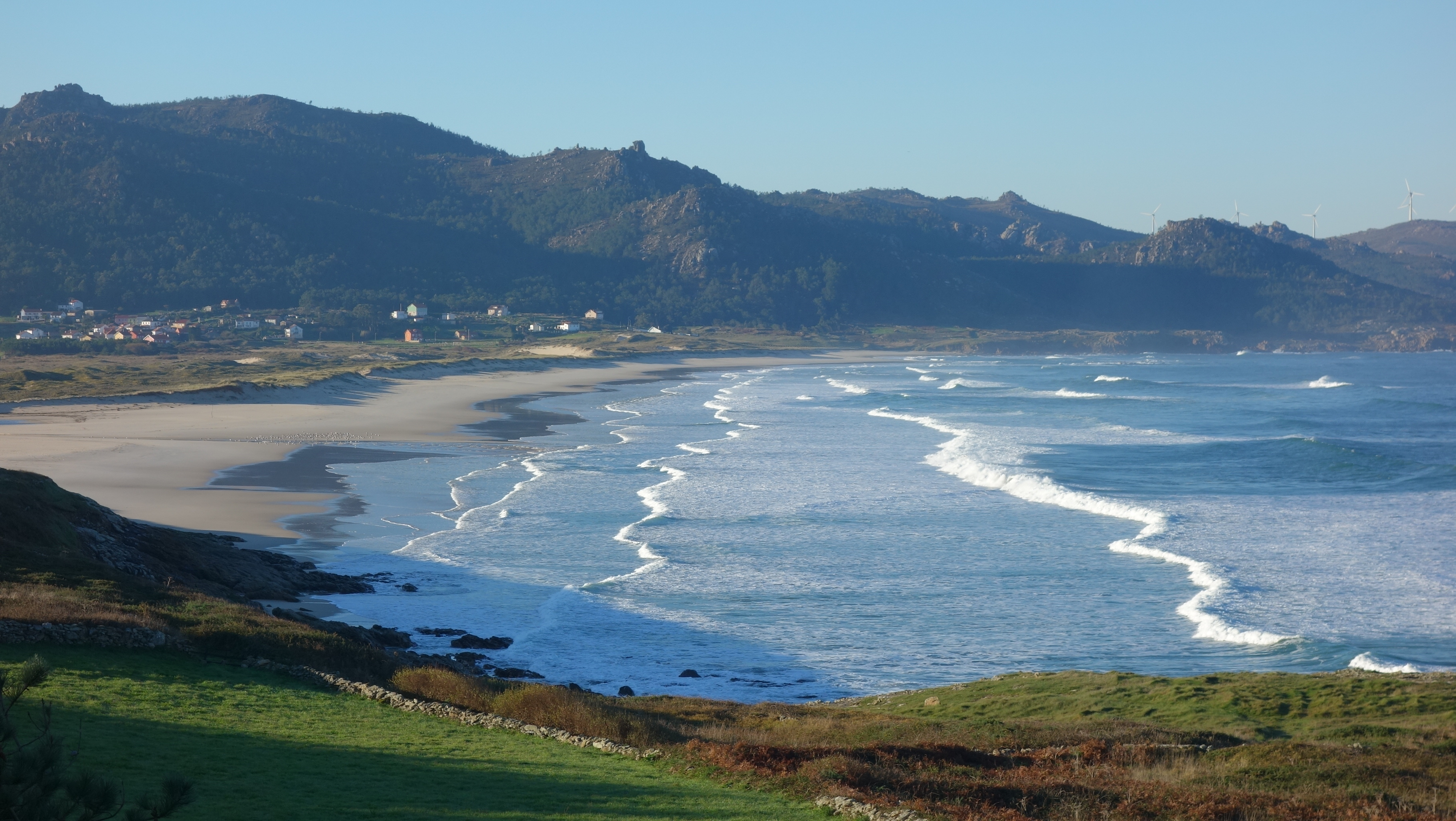
Пляж Траби